# Lude Wareing
Pour les articles homonymes, voir Wareing.
Lude Wareing (né le 19 octobre 1915 à Regina, dans la province de la Saskatchewan au Canada) et mort le 28 juin 2002, est un joueur professionnel canadien de hockey sur glace.

## Carrière de joueur
Il commence sa carrière en 1936 avec les Rovers de New York dans l'Eastern Hockey League.

## Statistiques
| Saison    | Équipe                   | Ligue |    | Saison régulière | Saison régulière | Saison régulière | Saison régulière | Saison régulière |   | Séries éliminatoires | Séries éliminatoires | Séries éliminatoires | Séries éliminatoires | Séries éliminatoires |
| Saison    | Équipe                   | Ligue | PJ | B                | A                | Pts              | Pun              | PJ               | B | A                    | Pts                  | Pun                  |                      |                      |
| 1936-1937 | Rovers de New York       | EHL   | 47 | 36               | 14               | 50               | 0                | -                | - | -                    | -                    | -                    |                      |                      |
| 1937-1938 | Ramblers de Philadelphie | IAHL  | 47 | 14               | 11               | 25               | 19               | -                | - | -                    | -                    | -                    |                      |                      |
| 1938-1939 | Ramblers de Philadelphie | IAHL  | 54 | 16               | 25               | 41               | 16               | -                | - | -                    | -                    | -                    |                      |                      |
| 1939-1940 | Ramblers de Philadelphie | IAHL  | 48 | 18               | 17               | 35               | 14               | -                | - | -                    | -                    | -                    |                      |                      |
| 1940-1941 | Ramblers de Philadelphie | LAH   | 55 | 24               | 25               | 49               | 12               | -                | - | -                    | -                    | -                    |                      |                      |